# Rosh HaNikra
Rosh HaNikra (en hébreu רֹאשׁ הַנִּקְרָה, litt. « Sommet des gouffres ») est un kibboutz situé dans le nord d'Israël. On trouve à proximité le gouffre de Rosh HaNikra. Le kibboutz se trouve au bord de la Méditerranée, près de la frontière avec le Liban. Sa population était de 746 habitants en 2006.

## Les grottes de Rosh HaNikra
À cheval sur la frontière, les falaises de craie blanc immaculé semblent jaillir du bleu profond de la mer, formant une magnifique curiosité géologique.
Un téléphérique descend abruptement au pied des falaises, puis les visiteurs peuvent pénétrer à pied dans les grottes sculptées par les vagues et écouter celles-ci s'écraser impitoyablement sur les rochers.